# Duggenahalli, Koratagere
Duggenahalli là một làng thuộc tehsil Koratagere, huyện Tumkur, bang Karnataka, Ấn Độ.